# François Duval (musicista)
François Duval (Parigi, 1672 – Versailles, 27 gennaio 1728) è stato un violinista e compositore francese del periodo barocco.
Le sue composizioni più importanti sono:
- Premier Livre de sonates et autres pièces pour le violon et basse (1704)
- Second Livre à trois parties, sonates pour 2 violons et la basse (1706)
- Troisième Livre de sonates pour violon et la basse (1707)
- Quatrièmme Livre de sonates (1708)
- Cinquième Livre de sonates à violon seul et la basse (1715)
- Amusements pour la chambre, à violon seul et la basse (1718)
- Les idées musiciènnes, sonates pour violon seul et la basse (1720)